# بخش هیو
بخش هیو (به سوئدی: Hjo kommun) یک ناحیه شهرداری در سوئد است که در شهرستان وسترا گوتلاند واقع شده‌است.